# Джеремі Баш
Джеремі Б. Баш (англ. Jeremy Bash, нар. 13 серпня 1971) — американський адвокат. Він був керівником апарату Центрального розвідувального управління (2009—2011) та Міністерства оборони США (2011—2013) під керівництвом президента Барака Обами. Будучи старшим радником Леона Панетти в обох ролях, Баш працював над низкою ключових ініціатив, включаючи створення нової оборонної стратегії, формування двох оборонних бюджетів, антитерористичні операції, нову кібер стратегію та цілий ряд чутливих розвідувальних операцій .
В даний час Баш є керуючим директором у компанії Beacon Global Strategies LLC, яку він заснував із партнерами Філіппом Рейнсом та Ендрю Шапіро в 2013 році. Крім того, Баш працює аналітиком національної безпеки NBC News та його кабельного підрозділу MSNBC.

## Ранні роки життя та освіта
Джеремі Баш народився і виріс у Арлінгтоні, штат Вірджинія, в консервативній єврейській родині. Баш закінчив у 1989 році єврейську денну школу імені Чарльза Е. Сміта. Також у 1989 році він стажувався у сенатора Чака Робба. Перед тим, як відвідувати Джорджтаунський університет, де він був головним редактором його студентської газети «Хойя». Він був обраний Фі Бета Каппа і закінчив магістратуру. У 1998 році Баш отримав ступінь доктора юридичних наук з відзнакою в Гарвардській юридичній школі, де він працював редактором Harvard Law Review.

## Кар'єра
Після випуску Баш працював у Леоні Брінкема, окружного судді США у східному окрузі Вірджинії.
У 2000 році Баш обіймав посаду директора з питань національної безпеки в президентській кампанії Альберта Гора і Джо Лібермана. У цій ролі він консультував кандидатів та персонал з питань політики національної безпеки, включаючи близькосхідний мирний процес, боротьбу з тероризмом, нерозповсюдження зброї, протиракетну оборону та торгівлю.
З 2001 по 2004 рік Баш працював у приватній юридичній практиці у фірмі O'Melveny & Myers у їх офісі у Вашингтоні. Його практика була зосереджена на розслідуваннях конгресу, регуляторних питаннях та судових спорах. Потім він працював головним радником меншин у Постійному комітеті з питань розвідки Палати представників США та помічником представника Каліфорнії Джейна Харман, найвищого демократа комітету.
Баш був тимчасовим членом Ради з міжнародних відносин. Він виступав на конференціях або в рамках курсів для Гарвардської юридичної школи, Джорджтаунської юридичної школи, Американського університету та Національного військового коледжу.
Інтерв'ю з Башем вела газета «New-York Times» щодо рейду сил спеціальних операцій США 5 жовтня 2013 року в Триполі, Лівія, в результаті якого був захоплений Абу-Анас аль-Лібі, об'єкт терористів, який був звинувачений у вибухах посольств США в 1998 році. Баш також виступив коментатором PBS NewsHour і взяв інтерв'ю в ABC World News щодо рейду в Триполі та скасованого рейду в Сомалі з метою захоплення командира «Аль-Шабаб», відомого як Ікріма.

## У медіа
У 2008 році неповнолітній персонаж за мотивами Баша з'явився в оригінальному фільмі HBO «Перерахунок» про перерахунок президентських виборів у США в 2000 році у Флориді. Баша зобразив Дерек Сесіл. Баш також зображений у фільмі «Нульова тридцятка» 2012 року, хоча персонаж згадується лише по імені (як у фільмі, так і в акторському складі).
У 2010 році Баша було названо одним із журналів TIME, що складають 40 осіб до 40 років, серед 40 значущих осіб у віці до 40 років.

## Особисте життя
Баш був одружений з журналісткою CNN Даною Баш з 1998 р. до 2007 р.
Баш одружений на Робін Баш, віце-президентом з питань урядових відносин та державної політики Американської лікарняної асоціації. У них три дочки.